# Latossolo

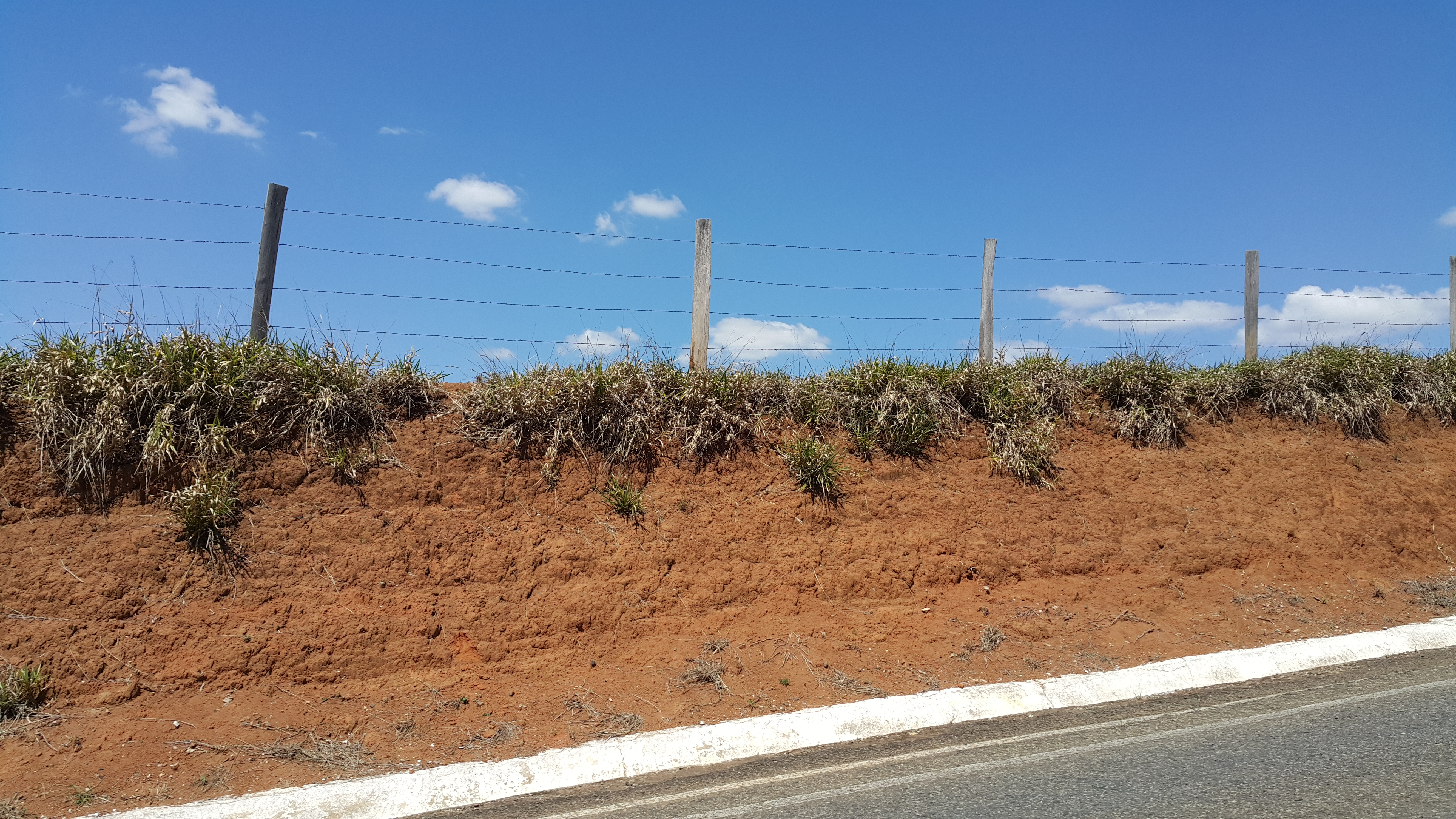
Latossolo às margens da MG-173 em Conceição dos Ouros, Brasil.

Latossolo é uma ordem que reúne solos caracterizados por seu avançado estádio de intemperismo, serem constituídos de argilas oxídicas e silicatadas do tipo 1:1 (caulinita), estrutura granular, alta condutividade hidráulica (bem drenável), baixo teor de sílica (SiO2), alta acidez, alto teor de alumina (Al2O3), e usualmente baixo teor de cátions trocáveis (Ca, Mg, K).

## Critérios
Para que um solo seja enquadrado na ordem Latossolo é obrigatório a existência no pedon de um horizonte diagnóstico B latossólico (Bw), e este horizonte deve atender aos seguintes critérios:
1. Estrutura fraca, moderada ou forte; muito pequena ou pequena granular; ou em bloco-subangular de grau fraco ou moderado.
2. Espessura maior que 50 cm.
3. Volume do solo com menos de 5% de existência da estrutura da rocha original, a exemplo de estratificações finas, saprólito ou fragmentos de rocha semi-intemperizada ou não intemperizada.
4. Textura francoarenosa ou mais fina.
5. Relação molecular SiO2/Al2O3 (Ki) igual ou inferior a 2,2; sendo normalmente menor que 2,0.
6. Existência menor que 4% de minerais primários alteráveis; ou menor que 6% quando se trata de muscovita na fração areia; não conter além de traços de argilo-minerais do grupo das esmectitas, ilitas, ou de argilo-minerais interestratificados.
7. Capacidade de troca de cátions menor que 17 cmolc kg-1 de argila.
Além dos critérios para o horizonte Bw, é necessário também que no pedon as seguintes exigências sejam atendidas:
8. Horizonte B latossólico (Bw) pode estar abaixo de qualquer horizonte A.
9. Presença de horizonte diagnóstico Bw dentro de 200 cm a partir da superfície; ou dentro de 300 cm, se o horizonte A conter espessura maior que 150 cm.

## Caracterização
Latossolos foram formados em ambientes de intenso e prolongado intemperismo, que condicionou a forte desintegração da matriz rochosa e quase total decomposição dos minerais primários. Por essa razão, são solos com pedon mui profundo (não raro contendo dezenas de metros); com quase ausência de minerais primários (a exemplo de feldspato, muscovita, plagiocásio, etc), embora encontre-se alguns resquícios, como de vermiculita-hidróxi-Al, ilita, e esmectitas.

### Composição
A predominância de sesquióxidos de ferro, sesquióxidos de alumínio, e argilas 1:1, todos com reduzida área específica, é a causa da baixa capacidade de retenção de cátions (CTC) dos latossolos, inferior a 17 cmolc/kg argila.
Na fração argila são variadas as quantidades de caulinita, gibbsita, goethita e hematita, à depender do tipo de material de origem, da intensidade do intemperismo e drenagem do sistema, entre outros fatores. Diante disso, os latossolos podem ser de natureza gibsítica, ou oxídica, ou caulinítica.
Em alguns latossolos cuja rocha matriz contenha alto teor de ferro, a exemplo do itabirito (no Quadrilátero Ferrífero), tufito e basalto, é encontrado também dentre os argilo-minerais a maghemita e a magnetita (óxidos de ferros com propriedades magnéticas). Nota-se ainda que, embora em geral os latossolos detenham baixa fertilidade (distróficos), os representantes derivados das rochas máficas, como as acimas citadas, podem ser eutróficos.

### Caráter coeso
Algumas classe de Latossolo apresentam caráter coeso; este é causado pela movimentação das argilas no perfil do solo que assim preenchem os macro e microporos, gerando aumento da densidade aparente e por consequência formando camadas coesas (adensadas) à compactas. Este fenômeno é condicionado principalmente pela sílica, devido ao seu formato em lâminas que propicia ajustada sobreposição das suas partículas.

### Fertilidade
Conquanto usualmente detenham baixa saturação de cátions trocáveis (Ca, Mg, K), ainda sim são capazes de sustentar exuberantes florestas, a exemplo da Amazônica e da Mata Atlântica. Essa capacidade reside em 3 fatores: exibem excelente estrutura física, profunda que propicia robustez no enraizamento, bem drenável que favorece a aeração e percolação de água (essencial à respiração das raízes), e razóavel retenção de água na superfície dos argilo-minerais (essencial à provisão para plantas).
Por sustentarem rica fauna e flora, os latossolos foram sujeitos a um forte processo de bioturbação, na qual a massa de solo ao longo de milênios foi misturada e homogeneizada por agentes bióticos, sobretudo animais subterrâneos (como cupins, formigas, colêmbolas, insetos, etc). 
O avançado intemperismo, que causou intensa remoção de materiais, associado com a bioturbação são a razão dos latossolos apresentarem no seu pedon horizontes (camadas) pouco diferenciados e comumente de transição difusa. Além disso, exibem teor de argila relativamente uniforme ao longo do perfil; elevada estabilidade de seus agregados (granulares ou bloco-subangulares); bem como baixo teor de silte em relação à argila, tendo em vista que o silte é mui suscetível ao carreamento pela percolação ou erosão da água e estes solos foram intensamente intemperizados por ela.

### Cores
Esses solos exibem 3 padrões de coloração principais:
1. Vermelho (devido à predominância de hematita), formado em regiões ou posições no relevo sujeitos à menor umidade.
2. Amarelo (devido à predominância de goethita), formado em regiões ou posições no relevo sujeitos à maior umidade.
3. Brunados, solos de cor vermelho ou amarelo, porém escurecidos devido ao sobretom negro causado pelo elevado teor de matéria orgânica; são formados em regiões de clima frio e com boa pluviosidade, a exemplo da região Sul do Brasil ou de regiões de clima tropical de altitude.

## Aptidão agrícola
Até algumas décadas atrás, os latossolos eram considerados inapropriados para a atividade agrícola, em razão de sua acidez e baixa fertilidade. Contudo, mediante os avanços no conhecimento, esses reveses foram superados. A acidez, e consequente alto teor de alumínio trocável (tóxico às plantas), foi corrigida pela aplicação de calcário; enquanto a baixa fertilidade foi corrigida pelo advento dos fertilizantes químicos. No atual momento, a baixa capacidade de retenção de cátions (CTC menor que 17 cmolc/kg argila) tem sido solucionada pela implantação de Sistema de Plantio Direto, nele o acúmulo de matéria orgânica é impulsionado (ao contrário do Sistema Convencional de Plantio), e por deter uma CTC altíssima (em geral entre 200-300 cmolc/kg) contribui para elevar a CTC média da camada superficial (0 - 20cm) e aumentar a retenção dos nutrientes no solo.

## Distribuição
Os latossolos tendem a ser encontrados em segmentos do relevo mais estáveis e velhos (plano a suave ondulados), usualmente distróficos, nos quais o fluxo vertical de água é preponderante, intensificando a intemperização e homogeneização do material pedológico. Os segmentos em questão correspondem ao interflúvio (divisor de água) e a convexidade da vertente, ou seja, no topo dos montes. Em contraste, nos segmentos mais instáveis e portanto mais jovens, usualmente eutróficos, com predominância de processos erosivos (como em declives retilíneos e convexos, isto é, encostas) ou deposicionais (segmentos côncavos e taludes coluviais/aluviais), os solos tendem as ser mais jovens e variados, como Cambissolo, e Argissolo/Gleissolo, respectivamente, dentre outras ordens de solo. 
O Latossolo é a ordem de maior representação geográfica do Brasil em relação aos demais tipos de solos. No mundo, estendem-se por cerca de 750 milhões de hectares, sendo que 300 milhões de hectares estão em território brasileiro. Segundo dados da Embrapa correspondem a 31,49% dos solos brasileiros, numa área de aproximadamente 2.681.588,69 km2.

## Subordens
1. Latossolo Bruno
Solos com caráter retrátil (fendilhamento expressivos do solo quando seco, estrutura em bloco-subangulares bem desenvolvida), e horizonte A húmico ou conteúdo de carbono orgânico superior a 10 g kg-1 até 70 cm de profundidade, apresentando na parte superior do horizonte B, coloração brunada predominantemente no matiz laranja claro (7,5 YR) ou mais amarelo. Normalmente ocorrem em áreas sob regime climático térmico údico.
2. Latossolo Vermelho
Solos com matiz laranja escuro 2,5YR ou mais vermelho na maior parte dos primeiros 100 cm do horizonte B.
4. Latossolo Amarelo
Solos com matiz laranja claro (7,5 YR) ou mais amarelo na maior parte dos primeiros 100 cm do horizonte B que não se enquadram na classe Bruno.
3. Latossolo Vermelho-Amarelo
Outros solos de cores vermelho-amareladas e/ou amarelo-avermelhadas que não se enquadram nas classes anteriores.

## Galeria

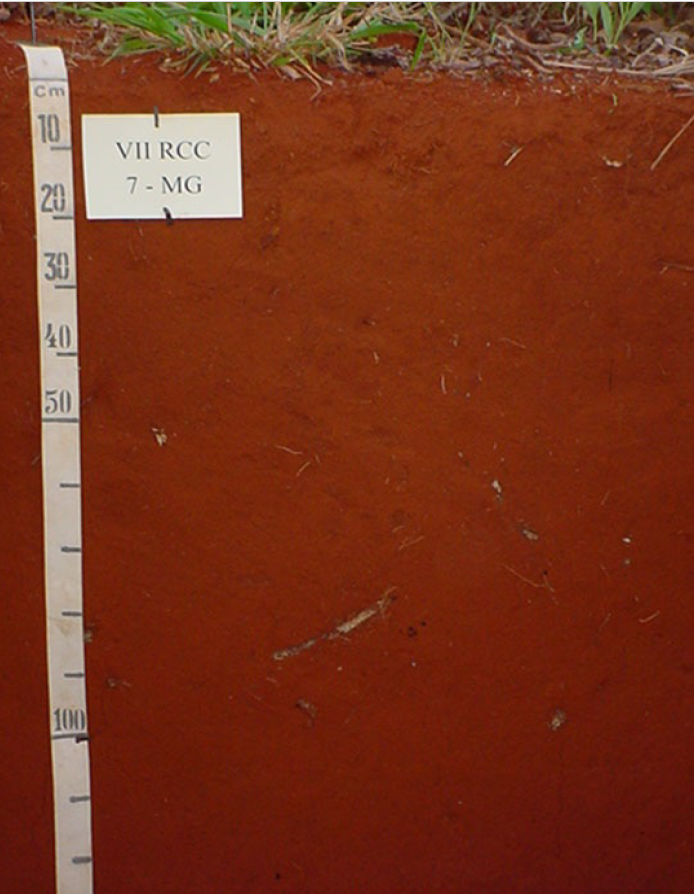
Latossolo Vermelho (SiBCS, 2018)
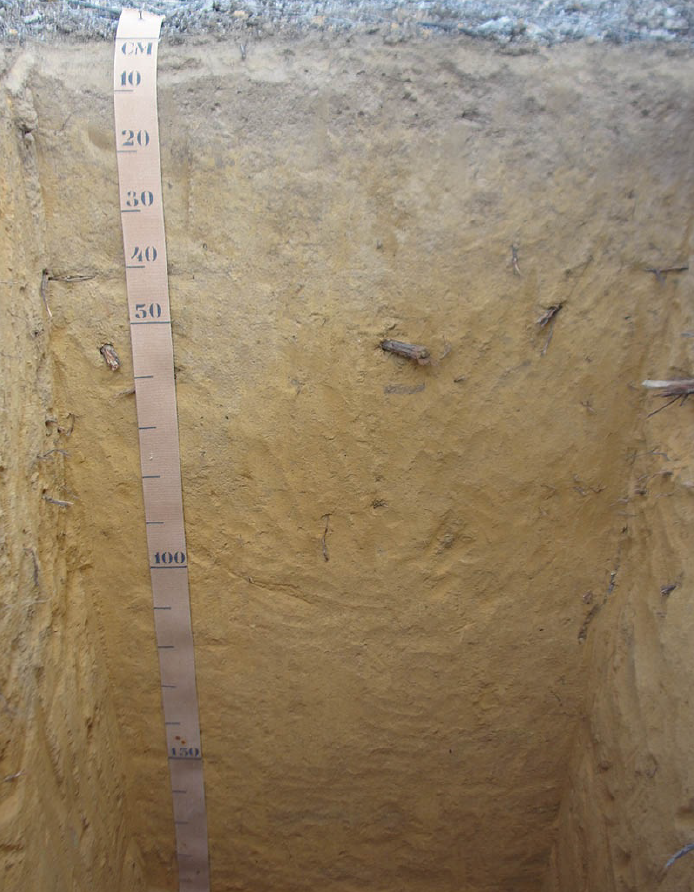
Latossolo Amarelo (SiBCS, 2018)
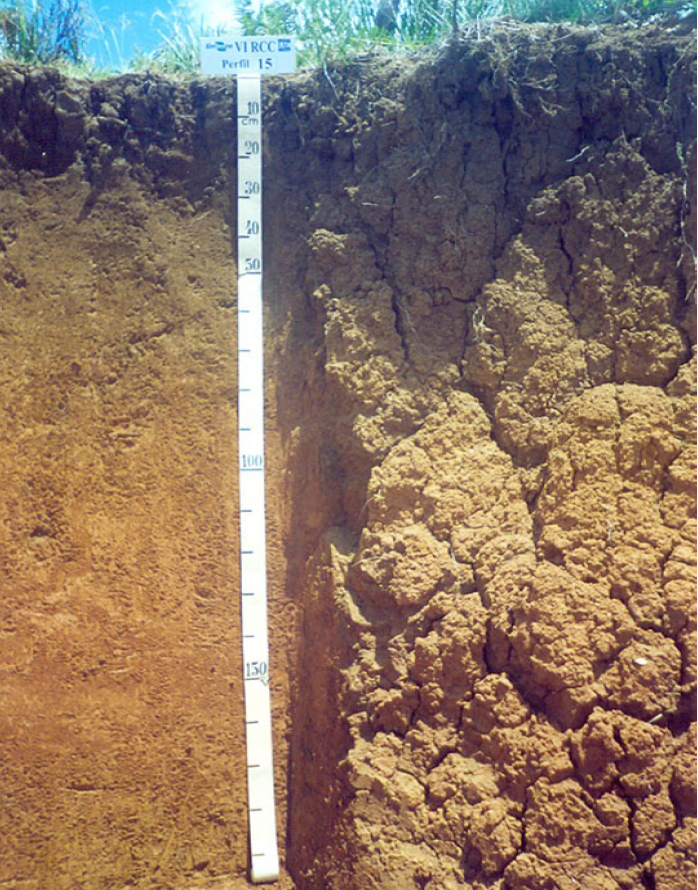
Latossolo Bruno (SiBCS, 2018)
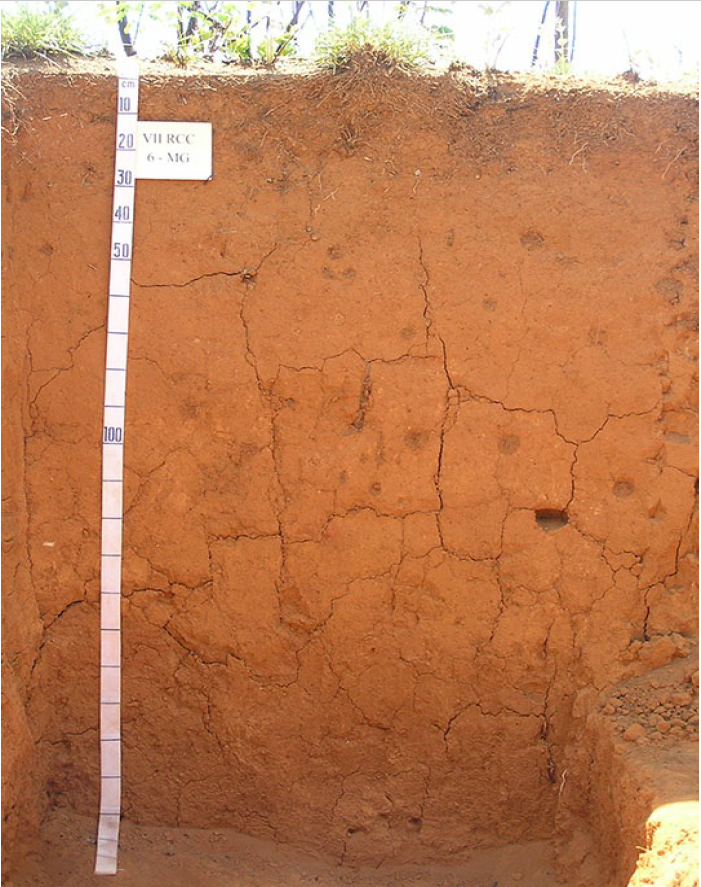
Latossolo Vermelho-Amarelo (SiBCS, 2018)
- Vídeo da micro-tomografia do bloco indeformado de um Latossolo coletado na margem da Lagoa do Sumidouro.